# Ritchie (cantante)
Ritchie, pseudonimo di Richard David Court (Beckenham, 6 marzo 1952), è un cantante, polistrumentista, ballerino, compositore, arrangiatore, produttore discografico, webdesigner, sound designer e attore britannico, residente in Brasile dal 1972, pur non avendone mai acquisito la nazionalità.
La sua canzone più nota è Menina Veneno, diventata anche hit internazionale.
Suona flauto traverso, violino, clarinetto, oboe, chitarra, chitarra elettrica, organo elettronico, tastiere, percussioni.

## Biografia

### Origini e formazione
Figlio di un militare, ha trascorso l'infanzia in vari Paesi coi genitori e i due fratelli minori (una femmina e un maschio): Kenya, Yemen del Sud, Italia (per l'esattezza a Napoli), Danimarca, Germania Ovest (dove ha fatto parte di un coro anglicano di voci bianche), oltre che quello di nascita. Ritchie è trisnipote del teologo e poeta John Keble.
Durante l'adolescenza ha studiato presso la Sherborne School (frequentata in quel periodo anche dal futuro attore Jeremy Irons, con cui ha avuto modo di interagire ), nel Dorset. Nei primissimi anni '70 ha suonato il flauto traverso nella band londinese Everyone Involved (formata da oltre 20 elementi, tra cui Alan Wakeman), che incise un solo LP, Either/Or, contenente tra l'altro A Gay Song, prima canzone in assoluto con un testo in cui la parola "gay" sta per 'omosessuale'.
Nel 1972, quando ancora viveva nel suo Paese di origine, ha conosciuto di persona Rita Lee, da poco lanciatasi in quella carriera da cantante solista che l'avrebbe resa l'artista musicale brasiliana più nota al mondo. Si è trasferito in Brasile quello stesso anno, dopo aver interrotto gli studi in letteratura inglese all'Università di Oxford (tuttavia nel 2024 risultava ancora immatricolato); nonostante egli al suo arrivo non conoscesse neanche una parola di portoghese, dopo pochi mesi l'ha imparato da autodidatta, impressionando quindi tutti nel riuscire a padroneggiarlo perfettamente. 

### Carriera musicale
La parabola musicale di Ritchie, orientata prevalentemente su un pop rock dai testi in portoghese e a lungo scandita da esibizioni con i suoi caratteristici balletti, l'ha visto in gran parte incidere in proprio, tuttavia egli ha anche fatto parte di varie formazioni (A Barca do Sol, con Geraldo Carneiro e Nando Carneiro; Vímana, insieme a Lulu Santos e Patrick Moraz; Tigres de Bengala, con Vinicius Cantuaria e Claudio Zoli). Nel 1980 ha fatto da vocalist e arrangiatore per Jim Capaldi nell'album Let the Thunder Cry.
Ha riscosso grandissimo successo nel 1983, anche all'estero, con Vôo de Coração, suo primo album da solista, impreziosito dai contributi di Steve Hackett e contenente canzoni divenute popolari come Pelo Interfone, Menina Veneno (il singolo più venduto in Brasile in quell'anno, superando anche Billie Jean di Michael Jackson, uno degli artisti ispiratori di Ritchie), Parabéns Pra Você, Preço do Prazer, A Vida Tem Dessas Coisas e Casanova (tema d'apertura della fortunata telenovela Champagne). Nel 1984 ha fatto uscire il suo secondo disco, E A Vida Continua - da cui sono stati estratti i singoli Só Pra O Vento, A Mulher Invisível e Bad Boy , sua prima canzone in inglese - e ha vinto il Troféu Imprensa come artista musicale dell'anno. Nel 1985 ha pubblicato Circular, suo terzo album, contenente una cover di un brano di Capaldi, Favela Music, che ha poi eseguito con lui dal vivo l'anno dopo. Nel 1987 ha inciso un album contenente tra l'altro i brani Transas (il secondo maggior successo dell'artista, che per questo ha vinto un altro Troféu Imprensa), Loucura E Magica (col contributo di Antonio Cicero quale paroliere) e Meantime, adattamento in musica di un testo di Fernando Pessoa tradotto in inglese. 
Nel 2008 ha fondato l'etichetta musicale PopSongs. Nel 2009 è uscito il suo album Outra Vez, primo disco brasiliano realizzato in formato Blu-Ray.
Nel 2014 ha inciso  Pra Qualquer Bicho, una canzone eseguita in duetto col gruppo Pato Fu e inserita nel loro album Não Pare Pra Pens, che è stato candidato al Latin Grammy. 

### Altre attività
Come attore è apparso in alcuni film, compreso Running Out of Luck (1985), con un suo cameo accanto a Mick Jagger, Dennis Hopper e Rae Dawn Chong; ha lavorato anche in un episodio della serie tv Destino, nel ruolo di un magnate inglese trapiantato a Rio de Janeiro.
Dagli anni 90 Ritchie si dedica alla progettazione e realizzazione di siti web, anche come sound designer: a lui si devono tra l'altro la sonorizzazione del portale Yahoo!, il sito ufficiale di Lulu Santos e quello dedicato alla memoria di Carlos Drummond de Andrade. Inoltre ha aiutato Thomas Dolby nello sviluppo dell'azienda Beatnik, Inc. programmandone il JavaScript e creando buona parte delle suonerie polifoniche.

## Vita privata
Vive a Rio de Janeiro con la moglie, la stilista, architetto e designer italobrasiliana Leda Zuccarelli. La coppia, che si è sposata civilmente nel 1973 in Brasile e con rito religioso nel 1980 in una chiesa anglicana del Surrey  , ha due figlie: Mary e Lynn, entrambe con la doppia nazionalità brasiliana e britannica.

## Discografia parziale da solista

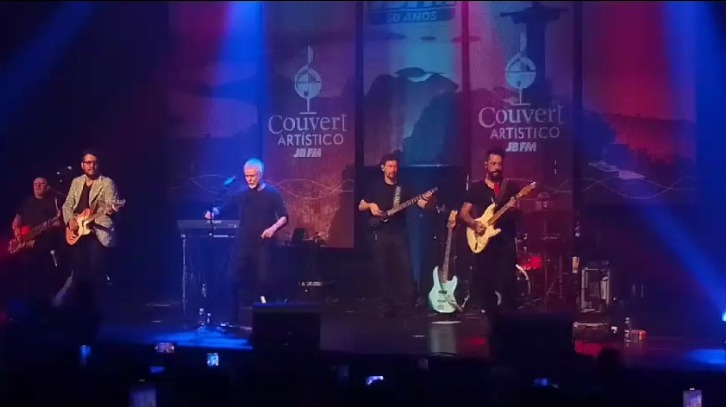
Ritchie in uno show con Rodrigo Suricato

### Album in studio
- 1983 - Vôo de Coração
- 1984 - E a Vida Continua
- 1985 - Circular
- 1987 - Loucura e Mágica
- 1988 - Pra Ficar Contigo
- 1990 - Sexto Sentido
- 2002 - Auto-Fidelidade
- 2009 - Outra Vez
- 2012 - 60
- 2016 - Old Friends: The Songs of Paul Simon
- 2019 - Wild World: The Songs of Cat Stevens
- 2023 - Moska Apresenta Zoombido: Ritchie

### Compilations
- 1985 - O Melhor de Ritchie
- 1996 - Brilhantes
- 1999 - Brilhantes
- 1999 - As Melhores do Ritchie

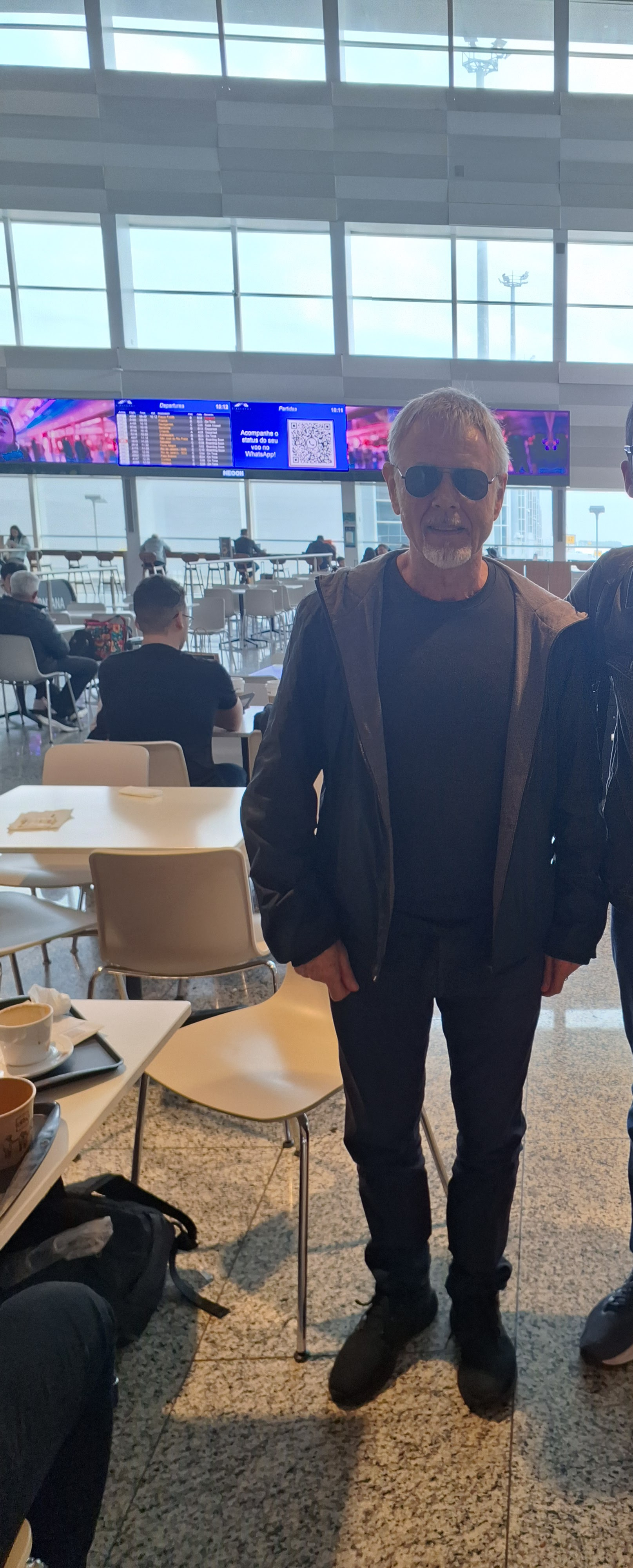
Ritchie nel 2025 all'aeroporto internazionale di Viracopos (VCP).

- 2000 - 21 Grandes Sucessos Ritchie

### Singoli
- 1983 - Vôo de Coração
- 1983 - Menina Veneno
- 1983 - Casanova
- 1983 - A Vida Tem Dessas Coisas
- 1983 - Preço do Praçer
- 1984 - E A Vida Continua
- 1984 - A Mulher Invisivel
- 1984 - So Pra O Vento
- 1984 - Bad Boy
- 1984 - Shy Moon (con Caetano Veloso)
- 1985 - Telenoticias
- 1985 - Favela Music
- 1985 - Nenhum Lugar
- 1987 - Loucura e Mágica
- 1987 - Transas
- 1988 - A Sombra da Partida
- 1990 - Mais Você
- 1995 - Um Homem em Volta do Mundo
- 2002 - Jardins de Guerra
- 2002 - Lágrimas Demais
- 2009 - Outra Vez
- 2009 - Fala
- 2014 - Pra Qualquer Bicho (coi Pato Fu)
- 2023 - Homem ao Mar
- 2023 - Saudade Sem Paisagem (Ela Jamais Virá)
- 2023 - Ando Meio Desligado
- 2024 - Shy Moon (con Caetano Veloso, nuova versione)
- 2025 - Transas (nuova versione)

#### Partecipazioni speciali
- 1988 - 1º Baile Antropófago Transracial de Santa Cruz di Cazuza
- 2018 - Ocean Toys di André Abujamra e Sasha Vista

## Videoclip
- 1983 - Vôo de Coração (tre video ufficiali)
- 1983 - Menina Veneno
- 1983 - Casanova
- 1983 - A Vida Tem Dessas Coisas (due video ufficiali)
- 1984 - Shy Moon
- 1984 - A Mulher Invisivel
- 1984 - So Pra O Vento
- 1987 - Transas
- 1990 - Mais Você
- 1993 - Elefante Branco
- 2002 - Lagrimas Demais
- 2009 - Outra Vez
- 2018 - Ocean Toys
- 2023 - Saudade Sem Paisagem (Ela Jamais Virá)
- 2023 - Ando Meio Desligado